# Tsutomu Miyasaka
Tsutomu Miyasaka (宮坂 力, Miyasaka Tsutomu) est un chimiste et ingénieur japonais né le 10 septembre 1953 à Kamakura, dans la préfecture de Kanagawa. Il est connu avant tout pour avoir inventé les cellules photovoltaïques à pérovskite.
Diplômé en chimie appliquée à l'université Waseda en mars 1976, il a obtenu une licence en chimie industrielle à l'université de Tokyo en 1978, puis a passé une année d'études en biophysique à l'université du Québec en 1980-1981. Il y travailla notamment sur les cellules solaires à pigment photosensible. Il obtint son doctorat en synthèse chimique à l'université de Tokyo en 1981 et rejoignit Fujifilm en mars de la même année. Chez fujifilm, il travailla sur les films à haute sensibilité pour appareils photographiques instantanés et sur le développement d'accumulateurs lithium-ion, mais l'entreprise arrêta ses activités dans ces domaines faute de rentabilité. Miyasaka rejoignit alors l'Université Toin de Yokohama (ja) et fonda une entreprise de capital risque destinée à la recherche sur les cellules photovoltaïques qu'il dirigea jusqu'en 2009. C'est dans cette structure qu'il mena les travaux aboutissant aux cellules photovoltaïques à pérovskite.
Ces travaux lui valurent par exemple le prix Hamakawa de l'International Photovoltaic Science and Engineering Conference en 2017.